# Saint-Ciers-du-Taillon
Saint-Ciers-du-Taillon és un municipi francès situat al departament del Charente Marítim i a la regió de la Nova Aquitània. L'any 2007 tenia 498 habitants.

## Demografia

### Població
El 2007 la població de fet de Saint-Ciers-du-Taillon era de 498 persones. Hi havia 216 famílies de les quals 71 eren unipersonals (24 homes vivint sols i 47 dones vivint soles), 74 parelles sense fills, 55 parelles amb fills i 16 famílies monoparentals amb fills.
La població ha evolucionat segons el següent gràfic:
Habitants censats

### Habitatges
El 2007 hi havia 310 habitatges, 231 eren l'habitatge principal de la família, 48 eren segones residències i 31 estaven desocupats. 301 eren cases i 8 eren apartaments. Dels 231 habitatges principals, 181 estaven ocupats pels seus propietaris, 37 estaven llogats i ocupats pels llogaters i 13 estaven cedits a títol gratuït; 2 tenien una cambra, 23 en tenien dues, 33 en tenien tres, 52 en tenien quatre i 121 en tenien cinc o més. 175 habitatges disposaven pel capbaix d'una plaça de pàrquing. A 134 habitatges hi havia un automòbil i a 62 n'hi havia dos o més.

### Piràmide de població
La piràmide de població per edats i sexe el 2009 era:
| Homes | Edats   | Dones |
| ----- | ------- | ----- |
| 0     | 95 o +  | 0     |
| 0     | 90 a 94 | 4     |
| 8     | 85 a 89 | 8     |
| 4     | 80 a 84 | 8     |
| 16    | 75 a 79 | 32    |
| 20    | 70 a 74 | 20    |
| 28    | 65 a 69 | 16    |
| 12    | 60 a 64 | 24    |
| 12    | 55 a 59 | 12    |
| 12    | 50 a 54 | 20    |
| 20    | 45 a 49 | 16    |
| 28    | 40 a 44 | 16    |
| 24    | 35 a 39 | 24    |
| 16    | 30 a 34 | 12    |
| 4     | 25 a 29 | 0     |
| 8     | 20 a 24 | 8     |
| 12    | 15 a 19 | 12    |
| 36    | 10 a 14 | 0     |
| 16    | 5 a 9   | 16    |
| 0     | 0 a 4   | 4     |

## Economia
El 2007 la població en edat de treballar era de 289 persones, 184 eren actives i 105 eren inactives. De les 184 persones actives 164 estaven ocupades (94 homes i 70 dones) i 21 estaven aturades (13 homes i 8 dones). De les 105 persones inactives 37 estaven jubilades, 24 estaven estudiant i 44 estaven classificades com a «altres inactius».

### Ingressos
El 2009 a Saint-Ciers-du-Taillon hi havia 232 unitats fiscals que integraven 511 persones, la mediana anual d'ingressos fiscals per persona era de 13.118 €.

### Activitats econòmiques
Dels 22 establiments que hi havia el 2007, 2 eren d'empreses alimentàries, 5 d'empreses de construcció, 6 d'empreses de comerç i reparació d'automòbils, 2 d'empreses de transport, 3 d'empreses d'hostatgeria i restauració, 1 d'una empresa de serveis, 1 d'una entitat de l'administració pública i 2 d'empreses classificades com a «altres activitats de serveis».
Dels 11 establiments de servei als particulars que hi havia el 2009, 1 era una gendarmeria, 2 tallers de reparació d'automòbils i de material agrícola, 2 paletes, 2 fusteries, 1 electricista, 1 perruqueria i 2 restaurants.
Dels 3 establiments comercials que hi havia el 2009, 1 era una botiga de menys de 120 m², 1 una fleca i 1 una carnisseria.
L'any 2000 a Saint-Ciers-du-Taillon hi havia 35 explotacions agrícoles que ocupaven un total de 1.188 hectàrees.

## Equipaments sanitaris i escolars
L'únic equipament sanitari que hi havia el 2009 era una farmàcia.
El 2009 hi havia una escola elemental integrada dins d'un grup escolar amb les comunes properes formant una escola dispersa.

## Poblacions més properes
El següent diagrama mostra les poblacions més properes.